# Бобр (шмак)
«Бобр» — шмак Балтийского флота Российской империи. Находился в составе флота с 1732 года по большей части использовался для грузовых перевозок по Финскому заливу, а также членов экипажей строившихся судов.

## Описание судна
Парусный шмак с деревянным корпусом.
Был одним из трёх парусных судов в истории Российского императорского флота, носившим такое наименование. Также в составе Балтийского флота несли службу одноимённые шнява, а затем брандер 1705 года постройки и парусный транспорт 1806 года постройки.

## История службы
Шмак «Бобр» был заложен на стапеле Новоладожской верфи в 1731 году и после спуска на воду в 1732 года вошёл в состав Балтийского флота России.
В кампании с 1726 по 1734 год состоял на грузовых перевозках между портами Финского залива, в 1734 году также доставил на Олонецкую верфь экипажи для построенных судов.
В кампании с 1735 по 1743 год вновь использовался в качестве грузового судна на перевозках между портами Финского залива.
В 1744 и 1745 годах перевозил грузы в Ригу.
В кампании 1746 и 1747 годов также ходил с грузами между портами Финского залива.

## Командиры шмака
Командирами шмака «Бобр» в составе Российского флота в разное время служили:
- лейтенант майорского ранга Иван Неклюдов (до июля 1735 года)[4];
- мичман Семён Болотников (с июля 1735 года)[5];
- лейтенант майорского ранга Ричард Энгель (1740 год)[6];
- подштурман, а с 7 (18) ноября 1746 года штурман Андрей Елецкой (1744—1747 годы)[3].